# شیطوف
شیطوف (عبری: שִׁתּוּף‎) به معنای تحت الفظی «تعاون» اصطلاحی است که در منابع یهودیت برای پرستش خدا استفاده می‌شود، به گونه ای که یهودیت آن را صرفاً یکتاپرستی نمی‌داند. این اصطلاح متضمن الهیاتی است که کاملاً مشرکانه یا چندخداپرستی نیست، بلکه نباید آن را صرفاً توحیدی دانست. این اصطلاح عمدتاً در اشاره به تثلیث مسیحی توسط مقامات قانونی یهودی که مایلند مسیحیت را از شرک تمام عیار متمایز کنند، استفاده می‌شود. اگرچه یک یهودی از گرایش به الهیات شیطوف منع می‌شود، اما غیریهودیان به نوعی مجاز به چنین الهیاتی هستند بدون اینکه یهودیان آنها را بت‌پرست بدانند. با این حال، اینکه مسیحیت شیطوف است یا شرک صوری، بحثی در فلسفه یهودی باقی می‌ماند.